# Vulpe roșie
Vulpea roșie (Vulpes vulpes) este cea mai mare specie din genul Vulpes și cel mai răspândit membru al ordinului Carnivora, putând fi întâlnită în toată emisfera nordică de la Cercul Arctic până în Africa de Nord, America Centrală și Asia. Arealul de răspândire a speciei a crescut odată cu expansiunea oamenilor în timp, fiind introdusă în Australia, unde acum este considerată dăunătoare populației de mamifere și păsări native. Datorită acestor factori, specia este clasificată cu risc scăzut de dispariție (Least Concern) de către IUCN. Mai mult, Vulpes vulpes este inclusă în lista „cele mai rele 100 de specii invazive din lume”.

## Subspecii
Vulpea cu cruce
Vulpea de mesteacăn
Vulpea cărbunăreasă